# Fraijanes
Fraijanes är en kommunhuvudort i Guatemala.   Den ligger i departementet Guatemala, i den södra delen av landet, 21 km söder om huvudstaden Guatemala City. Fraijanes ligger 1 641 meter över havet och antalet invånare är 28 492.
Terrängen runt Fraijanes är huvudsakligen kuperad, men åt nordost är den platt. Terrängen runt Fraijanes sluttar söderut. Runt Fraijanes är det ganska tätbefolkat, med 185 invånare per kvadratkilometer. Närmaste större samhälle är Villa Nueva, 17,2 km väster om Fraijanes. I omgivningarna runt Fraijanes växer i huvudsak städsegrön lövskog.